# 统一操作系统
统信操作系统（简称UOS），是2019年由中国电子集团、武汉深之度科技有限公司、南京诚迈科技、中兴新支点在内的多家中国操作系统核心企业自愿发起并共同打造的基于Linux的操作系统，UOS是其目前代号。
统信操作系统的特点是统一发布渠道、应用商店、UI、内核、文档及开发接口，并采用开源社区的方式吸引上下游产业链的共同支持。
硬件方面，统信操作系统支持X86、ARM64、MIPS64、SW64架构，除主流整机平台外还支持中国大陆的海思（麒麟和鲲鹏）、飞腾、兆芯、龙芯、海光及申威中央处理器平台。

## 特色
统信操作系统获得了工信部测试认证，符合安全可靠环境电子公文的要求。因而，中國的銀行、電力公司，以及政府部門等，均採用其為機構電腦作業系統，以取代Microsoft Windows系統。

## 收费与激活
统信操作系统基于深度操作系统研发，定位为商业化的操作系统，因此将来很可能会收费。
但是家庭版是面向普通用户的，统信公司承诺永久免费，只需要扫码激活。
目前统信操作系统已需要激活才能使用。激活方式分为三种：
输入授权码；导入激活文件；微信扫码激活(家庭版）
未激活的统信操作系统专业版有90天的试用期，到期后必须激活才能继续使用。
虽然统信操作系统基于深度操作系统研发，但深度操作系统是开源的社区版本，不会被统信操作系统取代，而是并行发展。

## 历史
1. 2019年5月：“统一操作系统筹备组”成立，各方签署了合作协议。
2. 2019年7月：联合技术研发团队正式成立，并在武汉、南京、北京等地组织了数百人的研发团队开始研发工作。
3. 2019年10月15日：筹备组发布针对华为、龙芯、飞腾、兆芯、海光五个平台的UOS alpha测试版本。
4. 2019年11月10日：alpha2版本发布，该版本为面向安全厂商、应用厂商开发的可适配测试版本；
5. 2019年12月15日：RC版本发布，代码被冻结，进入正式版本发布前的程序错误修复阶段。
6. 2020年1月14日：正式版本向合作伙伴发布。[8]
7. 2020年3月3日：筹备组正式宣布支持申威平台。[9]